# Kentaur

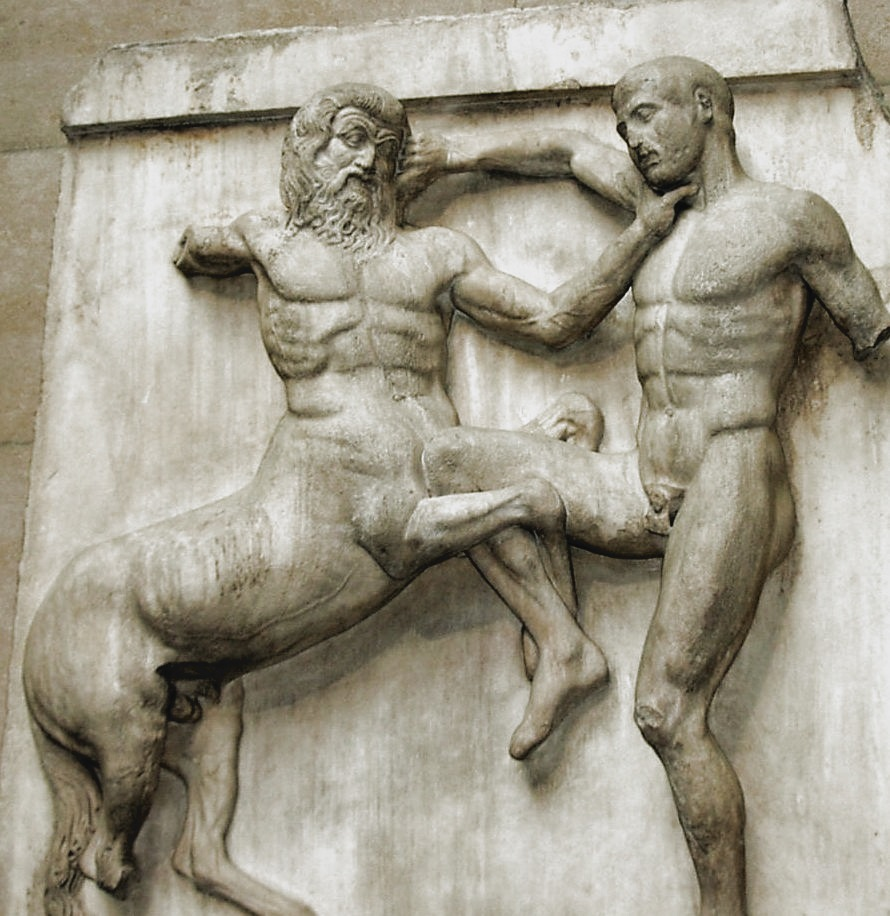
Kentaur

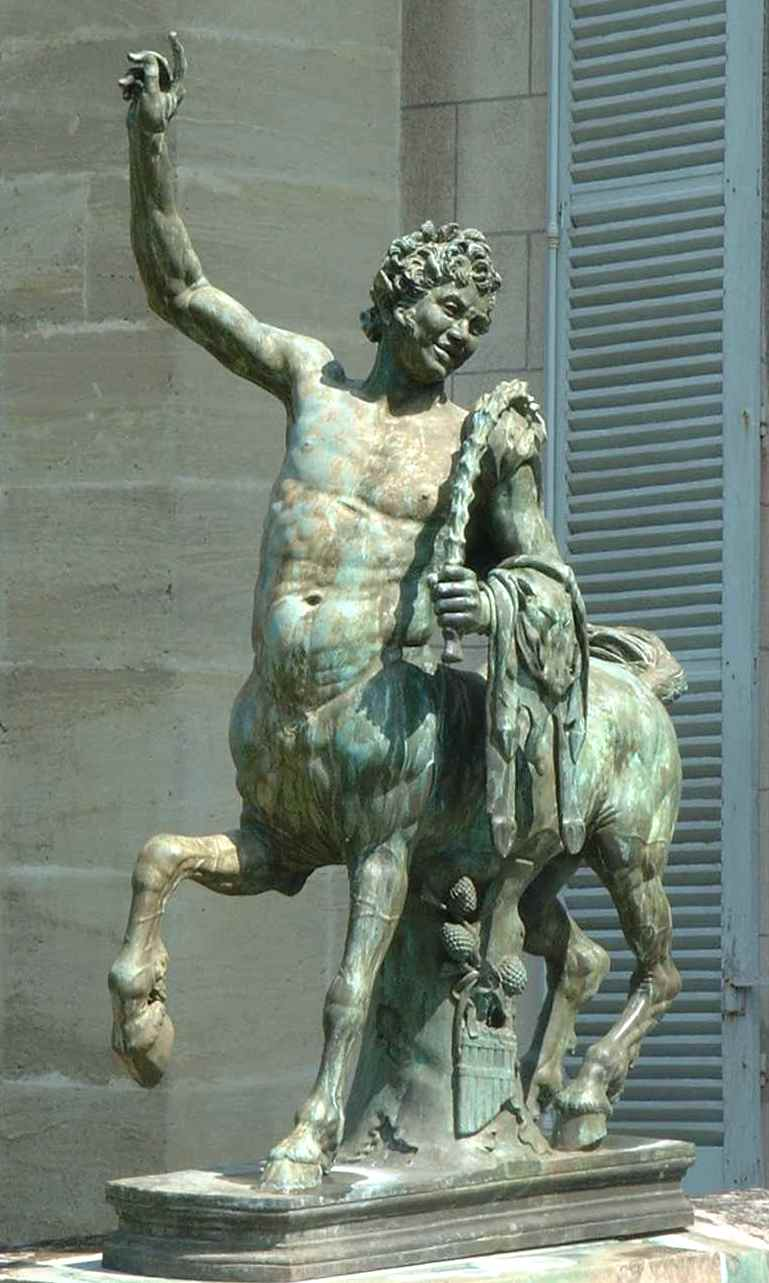
Bronzová socha kentaura

Kentaur je bytost původem z řecké mytologie, napůl kůň, napůl člověk.

## Kentaur v řeckých bájích
Kentauři byli nezkrotní a divocí tvorové, které se nikdo neodvážil osedlat a byla čest se na ně posadit. Někteří žili (byli chováni) při chrámech jako posvátné bytosti. V řeckém bájesloví byli synové thessalského krále Ixióna. Někteří vynikali pod vlivem vína násilnými činy. Jiní kentauři se stali symbolem mužnosti, statečnosti a síly.
Nejznámější kentauři:
- Cheirón byl nejstarší, moudrý a nesmrtelný. Byl vychovatelem mnoha hrdinů jako byli Asklépios, Achilles, Héraklés nebo Dioskúrové.
- Folos – moudrý a vzdělaný, přítel Hérakla
- Nessos – zabitý Héraklem, když se mu pokusil unést snoubenku Déianeiru

## Kentaur v literatuře
Příběh kentaura Cheiróna inspiroval mnoho autorů k modernímu převyprávění (v české literatuře např. Eduard Petiška: Staré řecké báje a pověsti/Iásón a Médea/Herákles) i k moderním paralelám (John Updike: Kentaur).
V české poezii byl kentaur oblíbeným symbolem zejména na přelomu 19. a 20. století.

### Kentauři ve světových fantastických příbězích (příklady)
- V Letopisech Narnie C. S. Lewise jsou Kentauři moudrý starobylý rod
- V příbězích Joanne Rowlingové o Harrym Potterovi se vyskytují kentauři, větší pozornost je věnována kentaurům Bane a Firenze
- Rick Riordan přenesl v knihách Percy Jackson a Olympané děj do USA, vycházel ze svých zážitků při výuce řecké mytologie.
- Mary Renault ve svých knihách The King Must Die (1958) a The Bull from the Sea (1962) má kentaury za pozůstatek neandrtálců, přežívajících až do doby bronzové.
- Renata Štulcová ve svých knihách Rafaelova Škola s podtituly (Vílí křídla, Tance nág, Rohy faunů, Vlnění nymf, Vlasy dryád, Písně sirén a pokladnice kentaurů) má kentaury za prastarý ale velmi moudrý národ. Jsou také trochu pyšní, sebevědomí apod.

## Kentaur v české heraldice
Jako erbovní znamení kentaura ve znaku užívali Nekšové z Landeka a snad Matěj z Vykrantic.

## Kentaur v českém výtvarném umění

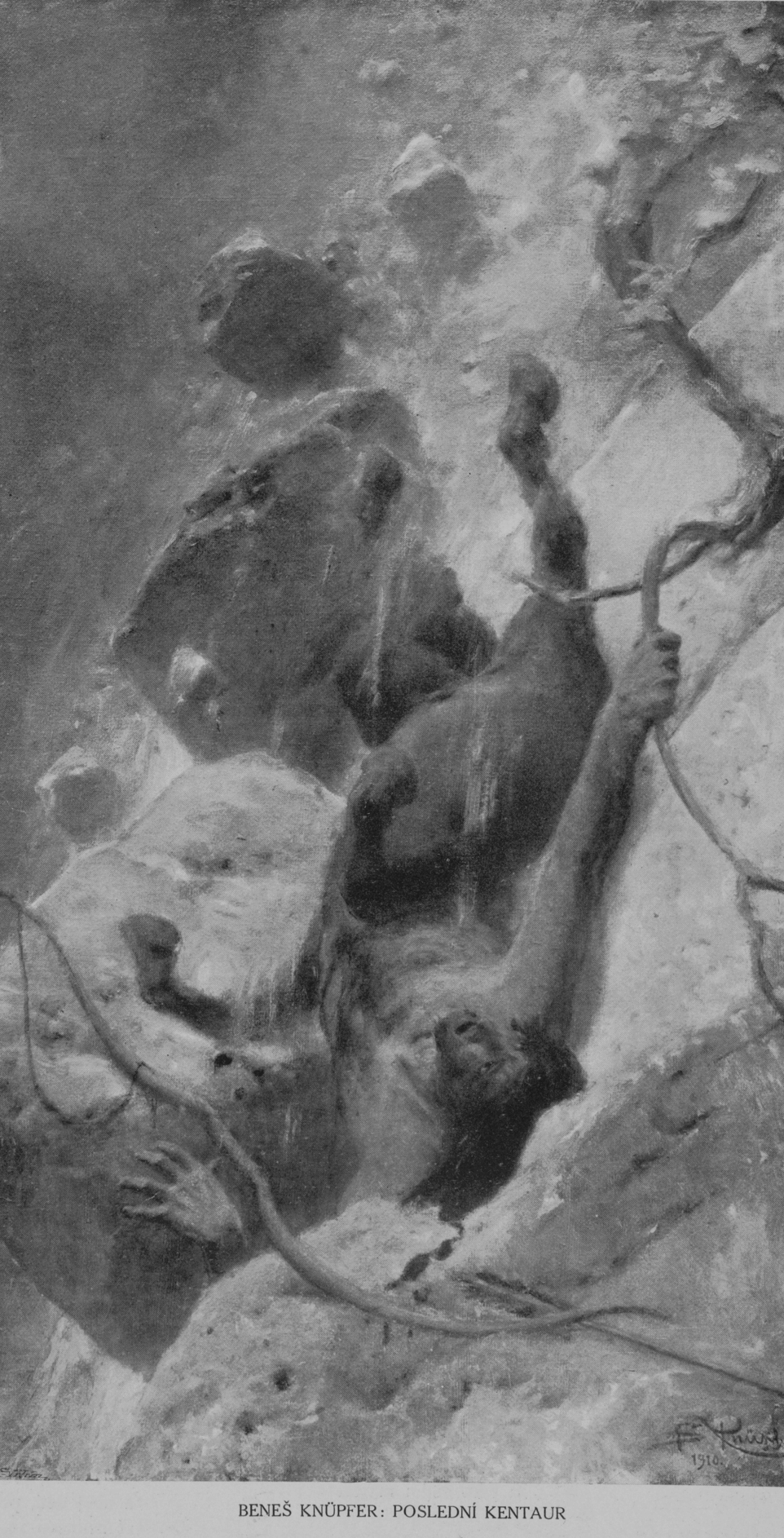
Beneš Knüpfer: Poslední kentaur

Kentauři a další antické mytologické bytosti (najády, Triton, satyrové) byli oblíbenými náměty malíře Beneše Knüpfera.

## Kentauři ve filmu
Kentauři jsou zobrazeni např. ve filmových převyprávěních řeckých bájích Jáson a Argonauti (USA, 2000) a Médea (Itálie, 1970). Zobrazení jsou též ve filmové sérii Letopisy Narnie a o Harrym Potterovi.

## Další hybridní bytosti
- Harpyje
- Mínotaurus
- Mořská panna
- Satyr
- Sfinx
- Týfón